# Angelonieae
Angelonieae Pennell, 1920 è una tribù di piante angiosperme appartenenti alla famiglia delle Plantaginaceae.

## Etimologia
Il nome della tribù deriva dal suo genere tipo Angelonia Bonpl., 1812 la cui etimologia è relativa a una parola volgare sudamericana. Il nome scientifico della tribù è stato definito inizialmente dal botanico inglese George Bentham (22 settembre 1800 – 10 settembre 1884) nel 1846, ma perfezionato in seguito dal botanico americano, studioso soprattutto del gruppo delle Scrophulariaceae, Francis Whittier Pennell (1886 – 1952) nella pubblicazione "Proceedings of the Academy of Natural Sciences of Philadelphia. Philadelphia - Proc. Acad. Nat. Sci. Philadelphia 71: 227" del 1920.

## Descrizione

### Portamento
Il portamento delle specie di questa tribù è erbaceo annuale o perenne; sono presenti anche arbusti e piccoli alberi. In Ourisia il portamento è cespitoso. La superficie di queste piante può essere glabra oppure villosa o viscida-pubescente o ghiandolare-pubescente. I fusti sono prostrati, ascendenti oppure eretti con sezione affusolata. Alcune specie sono xerofite (Melosperma).

### Foglie
Le foglie cauline hanno una disposizione opposta, ma sono alternate nella parte apicale. Sono sessili o subsessili, oppure brevemente picciolate, con forme da lineari o lanceolate ad ovoidi, o anche subulato-affusolate in Monttea, apici acuminati (ma anche ottusi in Monopera) e margini interi, dentati o minutamente seghettati.

### Infiorescenze

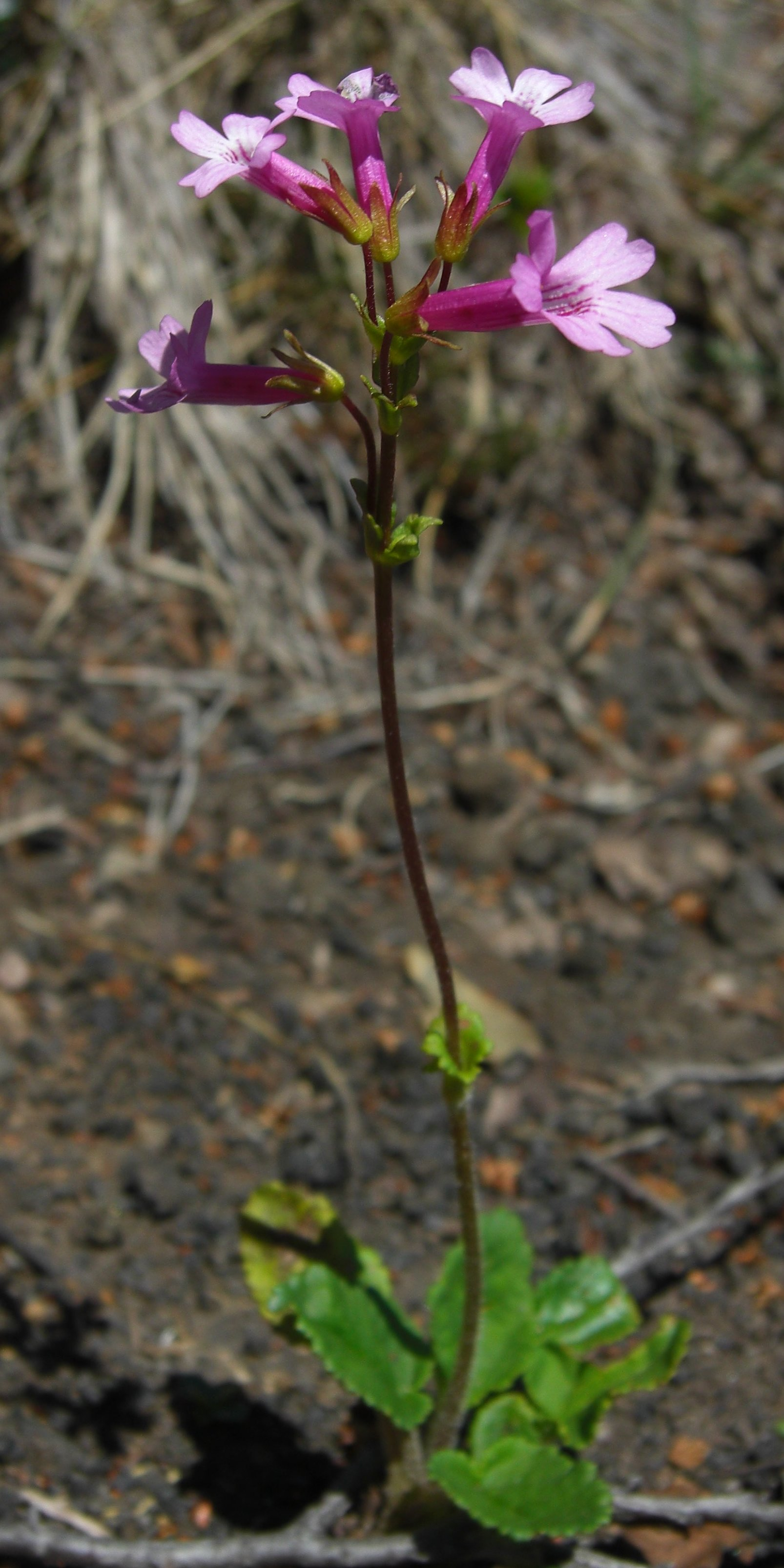
Infiorescenza
Ourisia alpina

Le infiorescenze sono racemose o talvolta formate da cime ascellari con 2 - 3 fiori (Monttea). I fiori sono distintamente pedicellati. In Ourisia le infiorescenze sono frondose o bratteate. Le bratteole sono presenti in Monopera, assenti altrove.

### Fiori

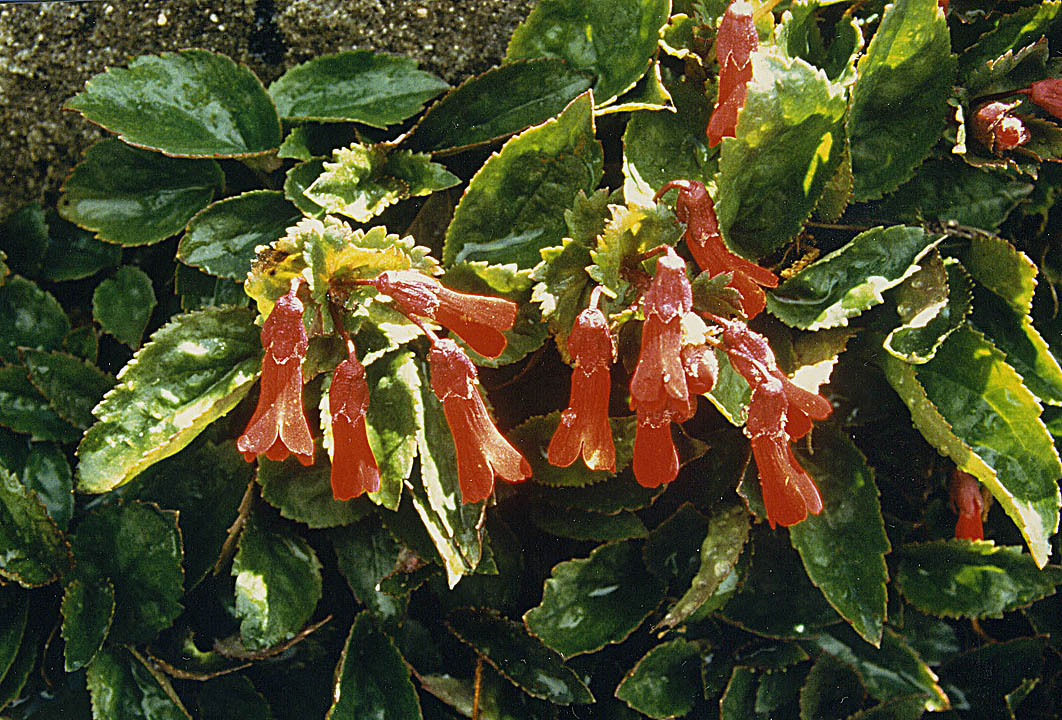
I fiori
Ourisia ruellioides

I fiori sono ermafroditi, zigomorfi e tetraciclici (ossia formati da 4 verticilli: calice– corolla – androceo – gineceo) e tetrameri (i verticilli del perianzio hanno più o meno 4 elementi ognuno).
- Formula fiorale:

X o * K (4-5), [C (4) o (2+3), A 2+2 o 2], G (2), capsula.
- Il calice, con forme da tubolose a campanulate, è più o meno attinomorfo e gamosepalo. Il tubo (a volte obliquo) termina con 5 profondi (ma non sempre) lobi subuguali con forme da lanceolate a triangolari-ovoidi. La superficie può essere percorsa da 10 venature prominenti. In alcune specie il calice è accrescente alla fruttificazione con consistenza carnosa.

- La corolla, gamopetala, ha un tubo bisaccato con una o due gibbosità a forma di sperone nella parte abassiale. Il tubo a volte molto corto (altre volte è lungo come i lobi) termina con due labbra (corolla bilabiata); in alcune specie le due labbra sono appena distinguibili; in altre il tubo è fortemente incurvato oppure subruotato. I lobi delle labbra sono patenti con forme orbicolari; i margini possono essere cigliati. Il colore della corolla varia da blu a violetto (anche chiaro); in Ourisia è rossa o arancio con la gola gialla.

- L'androceo è formato da 4 stami didinami. Un quinto stame, quello mediano, è ridotto ad un minuto staminoide. I filamenti sono adnati alla corolla e sono inclusi (o raramente sporgenti) nel tubo corollino. Le antere sono formate da due teche arrotondate e uguali con portamento da separato a confluente; la deiscenza è longitudinale. I granuli pollinici sono tricolporati.

- Il gineceo è bicarpellare (sincarpico - formato dall'unione di due carpelli connati). L'ovario è supero con placentazione assile ed ha delle forme globose o coniche. Gli ovuli per loculo sono numerosi, hanno un solo tegumento e sono tenuinucellati (con la nocella, stadio primordiale dell'ovulo, ridotta a poche cellule).[9] Lo stilo ha uno stigma da capitato a fortemente bilobo. Il disco nettarifero è distinto e presente.

### Frutti

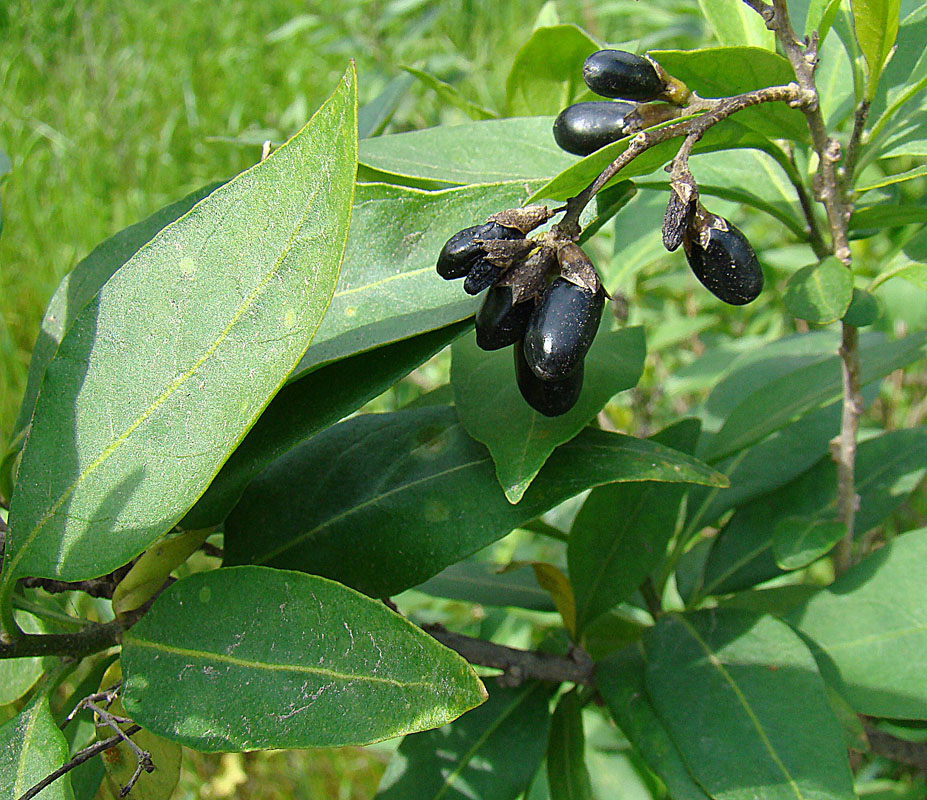
I frutti
Monttea chilensis

I frutti sono delle capsule con deiscenza loculicida o setticida oppure sono subindeiscenti (Monttea). I semi, da pochi a numerosi, con delle teste a consistenza ialina-membranosa, hanno delle superfici reticolato-faveolate. L'endosperma è assente.

## Biologia
Le specie di questo raggruppamento si riproducono per impollinazione tramite insetti quali imenotteri, lepidotteri o ditteri (impollinazione entomogama), ovvero tramite il vento (impollinazione anemogama) oppure, nei tropici, tramite colibrì (impollinazione ornitogama).
La dispersione dei semi avviene inizialmente a causa del vento (dispersione anemocora); una volta caduti a terra sono dispersi soprattutto da insetti tipo formiche (mirmecoria).

## Distribuzione e habitat
La distribuzione delle specie di questa tribù è soprattutto relativa all'America Latina con habitat più o meno tropicali. Alcune specie sono presenti in Tasmania e Nuova Zelanda.

## Tassonomia
La famiglia Plantaginaceae comprende 105 generi e 1900 specie)

### Generi
La tribù comprende 5 generi e 73 specie:
- Angelonia Bonpl. (29 spp.)
- Basistemon Turcz. (8 spp.)
- Melosperma Benth. (1 sp.)
- Monttea Gay (3 spp.)
- Ourisia Comm. (32 spp.)

### Filogenesi

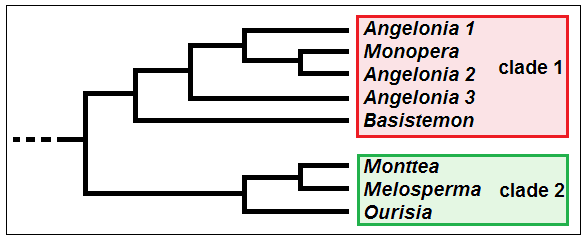
Cladogramma della tribù

Inizialmente questa tribù era descritta all'interno della famiglia Scrophulariaceae, quindi nella famiglia Veronicaceae. L'attuale posizione tassonomica è stata realizzata con i nuovi sistemi di classificazione filogenetica (classificazione APG). Inizialmente la tribù consisteva in due soli generi (Angelonia e Monopera). In seguito sono stati aggiunti gli altri generi:
- Basistemon in precedenza era descritto nella tribù Hemimerideae Benth., 1835 (Scrophulariaceae). La posizione di questo gruppo è tuttavia ancora incerta.[12]
- Melosperma insieme alle specie del genere Monttea Gay (4 specie in tutto) era inserito nella tribù Melospermeae Rossow, 1985[1] ora considerata obsoleta.[2][3]
- Monttea insieme alle specie del genere Melosperma Benth. (4 specie in tutto) era inserito nella tribù Melospermeae Rossow, 1985[1] ora considerata obsoleta.[2][3]
- Ourisia fino a poco fa era considerato incertae sedis all'interno della sottofamiglia Digitalioideae (famiglia Veronicaceae).[1][2]

Un recente studio molecolare filogenetico ha rilevato che nella tribù sono presenti due cladi principali: (1)  primo clade formato dai generi Angelonia  (con l'inclusione di Monopera) e Basistemon; (2) secondo clade formato dai generi Monttea, Melosperma e Ourisia.  Il genere Angelonia risulta non essere monofiletico in quanto al suo interno è nidificato il genere Monopera. È stato inoltre calcolato che la dispersione a lunga distanza (dal Cile all'Australasia) del genere Ourisia sia avvenuta circa 3 - 6 milioni di anni fa; mentre la separazione della tribù dal resto della sottofamiglia (Gratioleae) potrebbe essere datata a circa 46 (34 - 61) milioni di anni fa. I due cladi potrebbero essersi separati circa 35 milioni di anni fa.
Il cladogramma a lato, tratto dallo studio citato e semplificato, mostra l'attuale conoscenza della struttura della tribù.

### Alcune specie

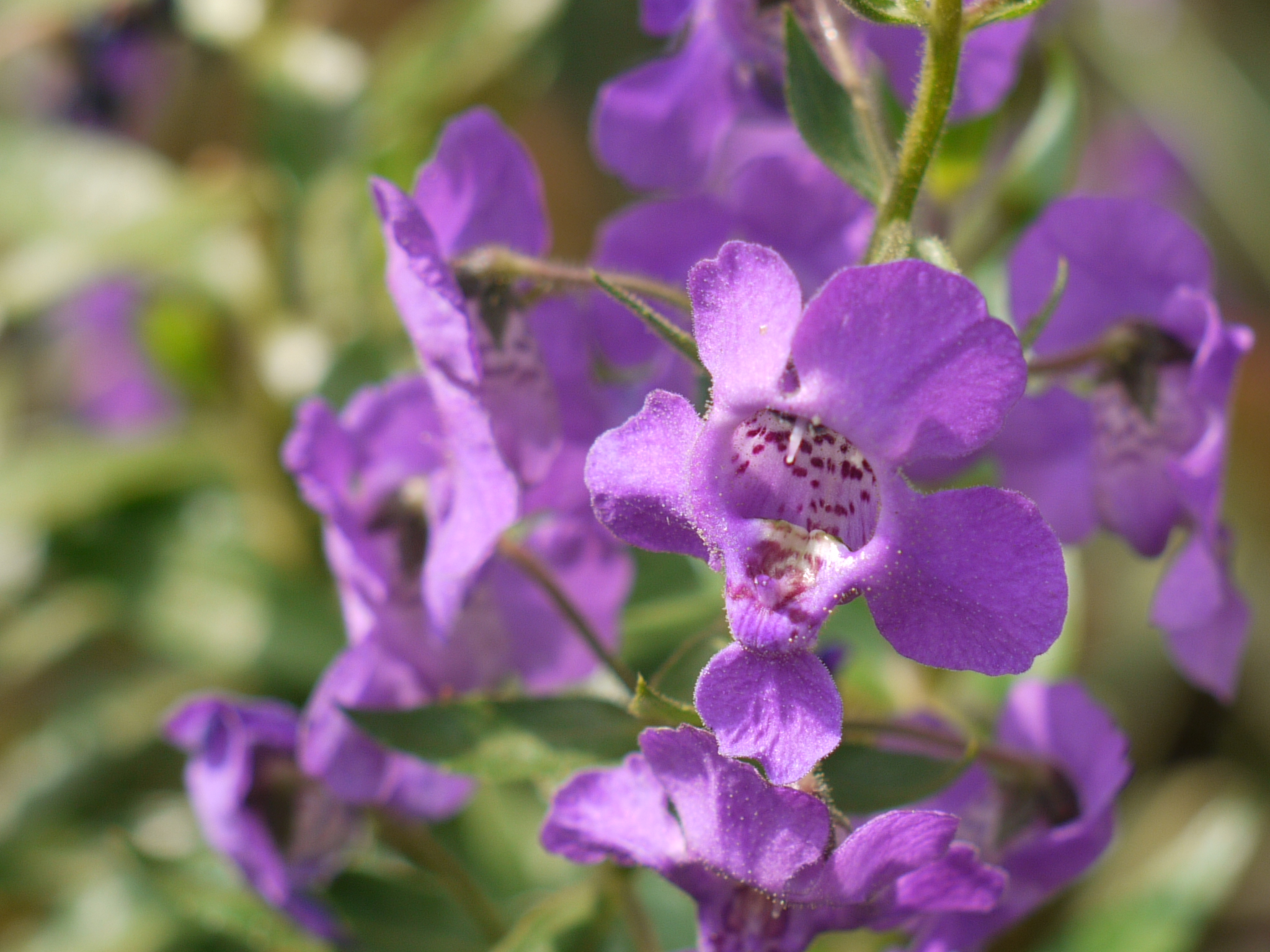
Angelonia angustifolia
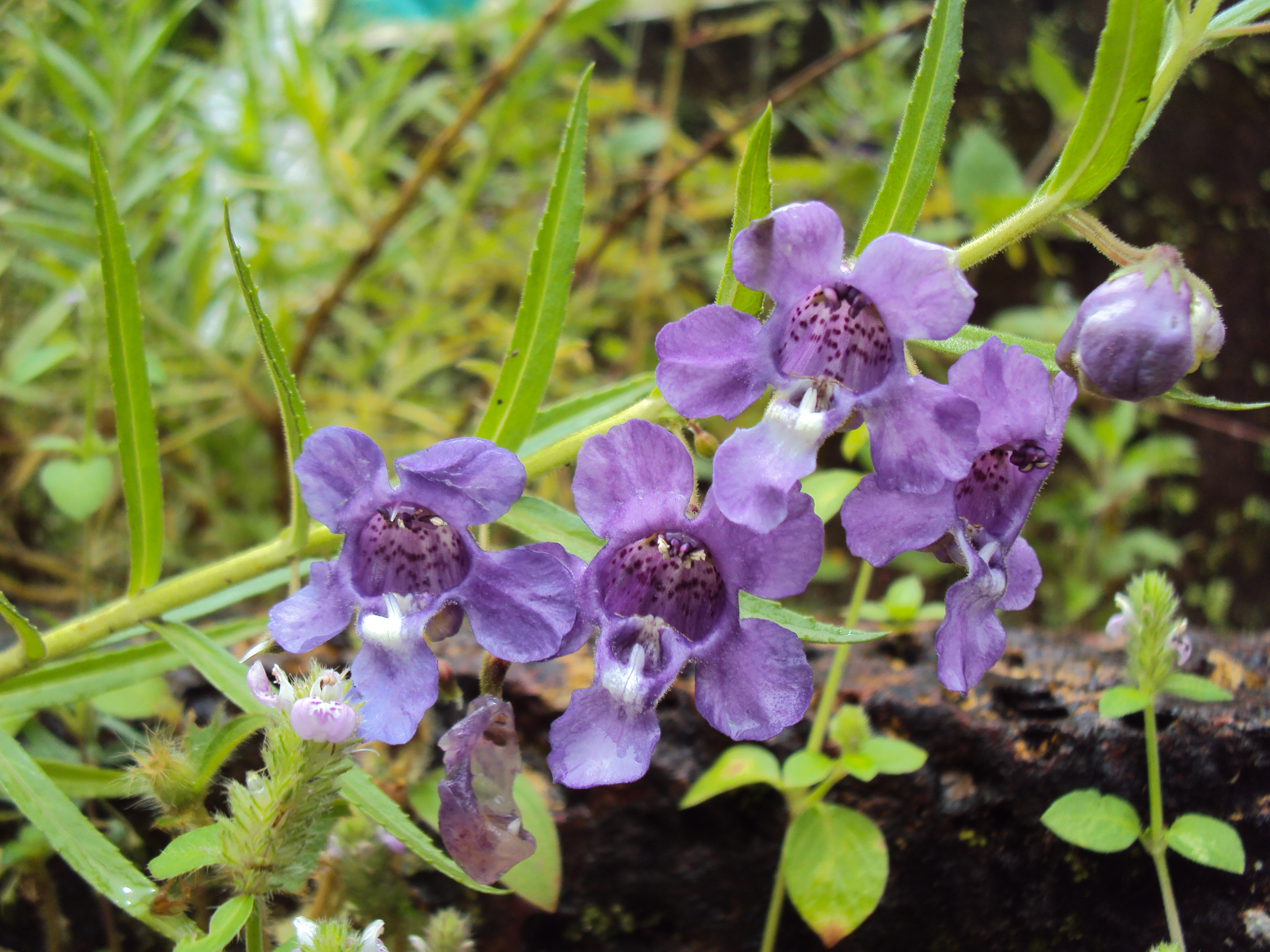
Angelonia salicariifolia
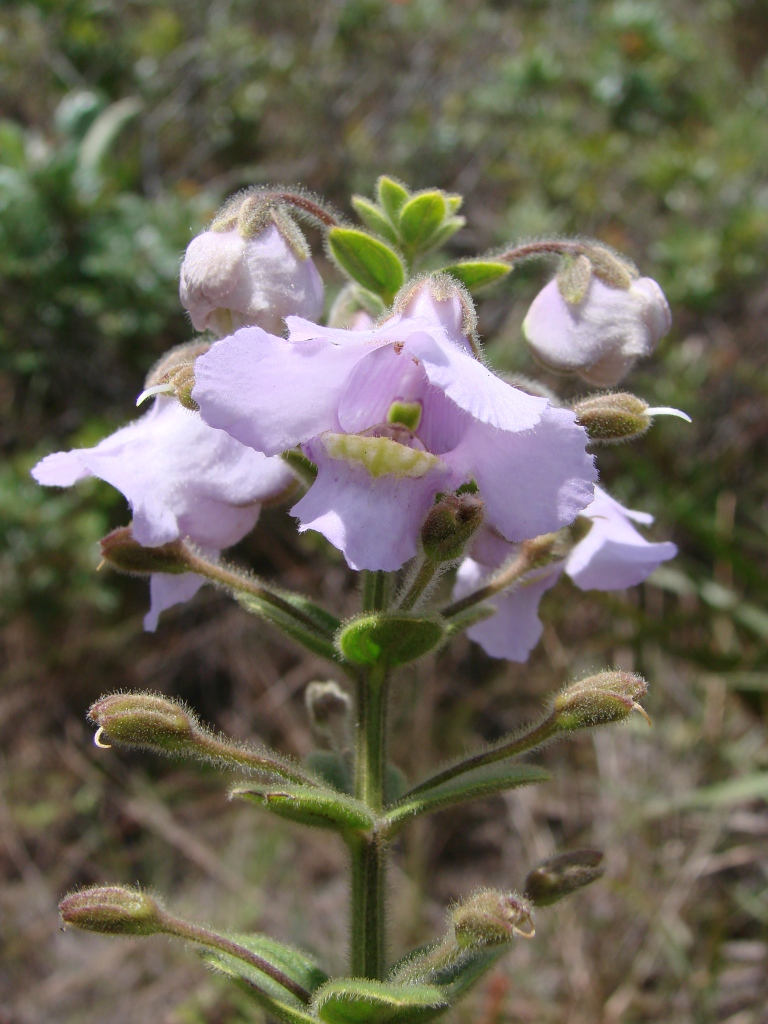
Angelonia verticillata
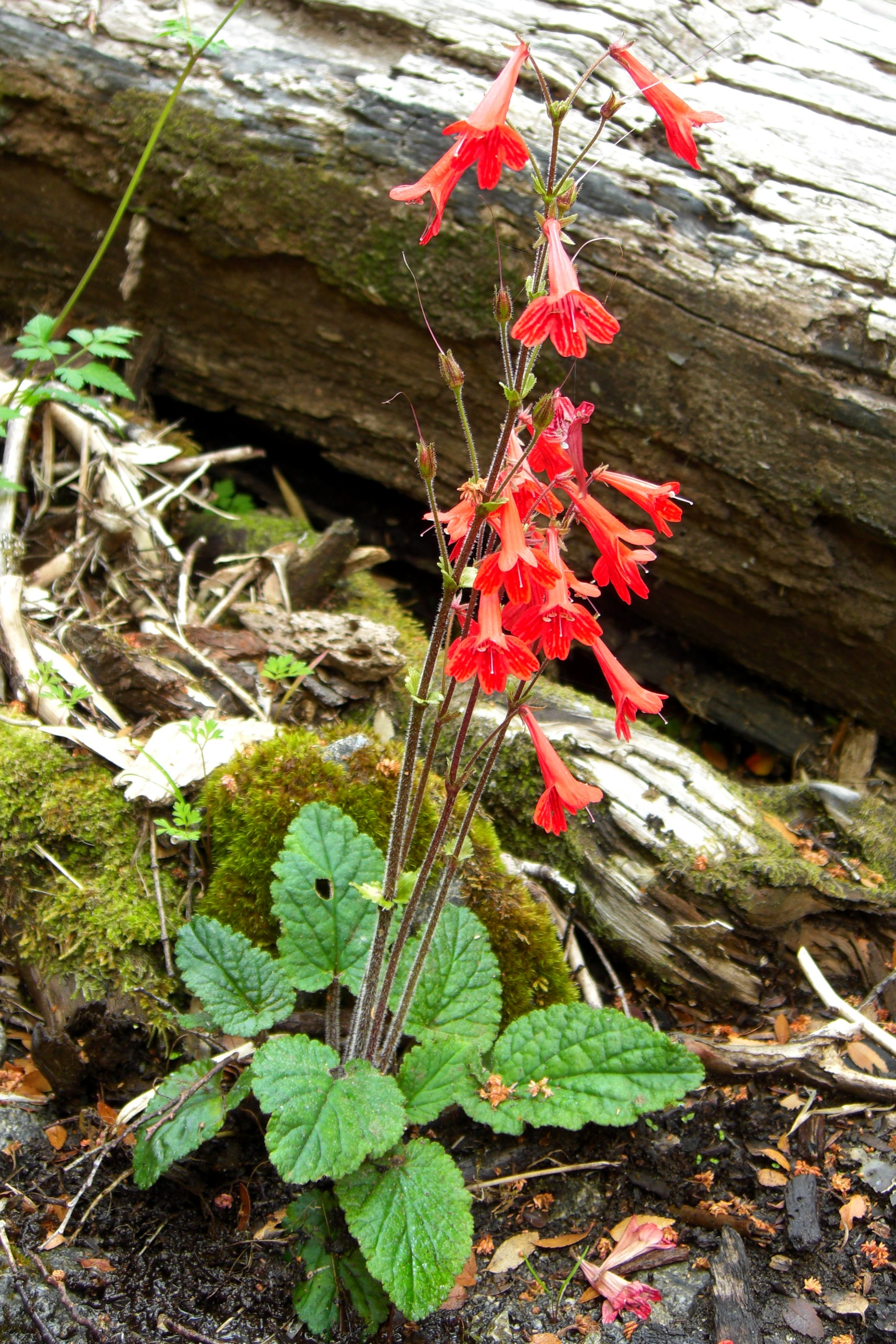
Ourisia coccinea
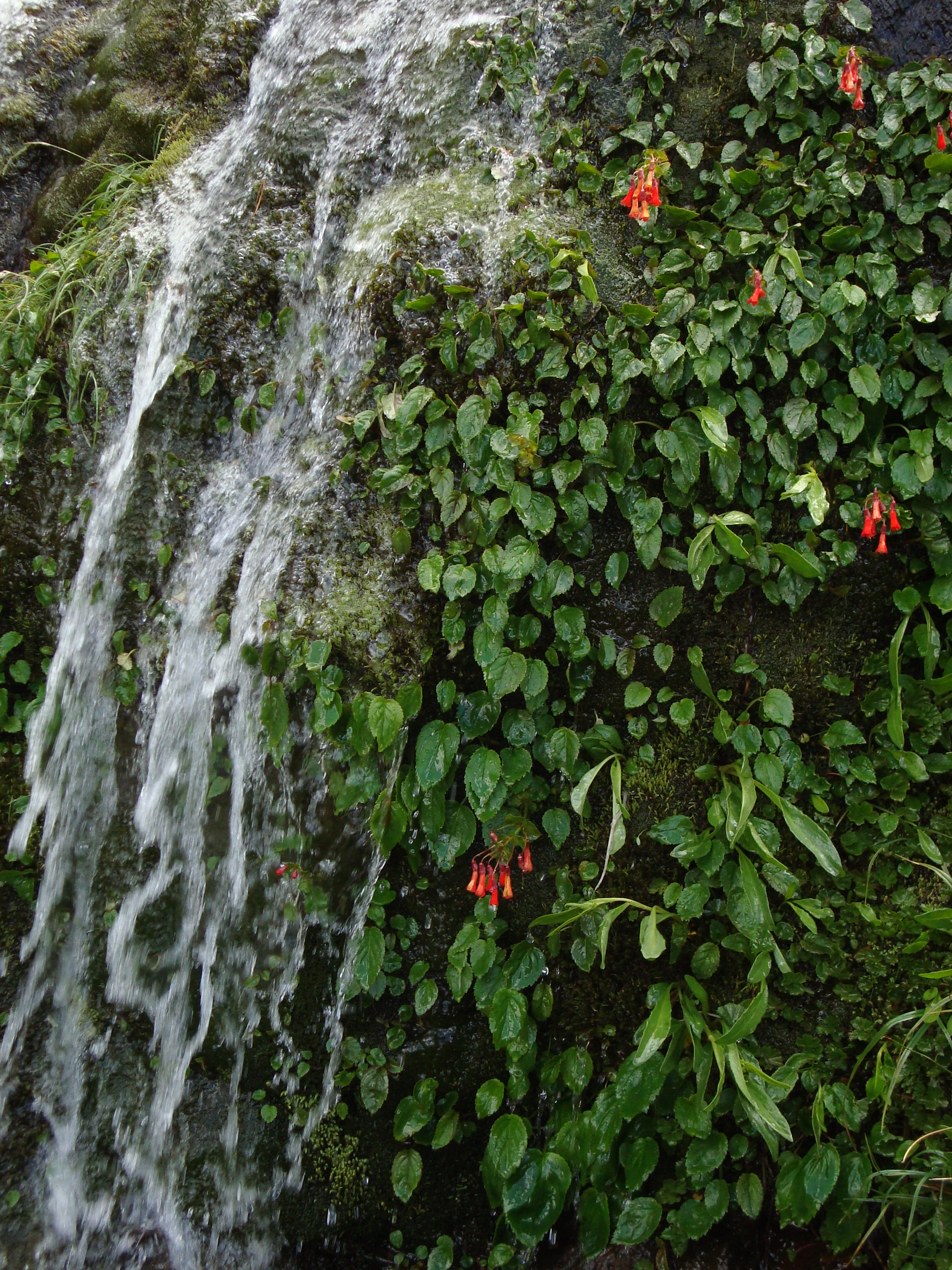
Ourisia ruellioides